# Liparis togensis
Liparis togensis är en orkidéart som beskrevs av Johannes Jacobus Smith. Liparis togensis ingår i släktet gulyxnen, och familjen orkidéer. Inga underarter finns listade i Catalogue of Life.